# Френк Баум
Френк Баум (англ. Lyman Frank Baum, 15 травня 1856 — 6 травня 1919) — американський дитячий письменник, автор серії казок про країну Оз.

## Біографія
Народився в штаті Нью-Йорк в родині заможного бізнесмена-нафтовика. Отримав домашню початкову освіту, навчався у військовій академії, звідки втік додому. Писати й друкуватися (на власному верстаті, подарованому йому батьком) почав рано. В 17 років заснував власний бізнес — торгівлю колекційними поштовими марками і випуск журналу «Філателіст». Захоплення сценою довело його до банкрутства, тож довелося ненадовго стати клерком. 20-річний Баум став вирощувати елітних курей і видавав фаховий журнал «Записки птахівника». 
Першу книгу «Спарювання, розведення, утримання й адміністрування різновидів птиці Гамбурзької породи» Баум написав у 36-річному віці — вже після того, як батько побудував йому власний театр, де Френк успішно виступав як директор, драматург, режисер і актор. Театр був рентабельним, але якось вщент згорів разом з усім майном. Баум переїхав до тоді ще індіанської території Дакота. Відкритий ним магазин збанкрутував через політику продажів в кредит, тож довелося редагувати місцеву газету й виступати у вокальному квартеті. Переїхавши до Чикаго, Баум працював репортером на велику пресу і видавав свій рекламно-дизайнерський журнальчик. Першими літературними успіхами стали його оповідання про Матінку Гуску (прозові версії традиційних англійських дитячих віршів) і книга цілком авторської абсурдної поезії про Татка Гусака. 
У 1900-му Баум видав «Дивовижного чарівника Країни Оз». Книга два роки поспіль очолювала список бестселерів. 1903 року її автор разом з композитором Полом Тітьєнзом поставив однойменний мюзикл, який витримав кілька аншлагових сезонів на Бродвеї, а потім гастролював країною. У 1914 Баум заснував у Голлівуді кінокомпанію «Оз філм», працював продюсером. 
Помер у власному маєтку Озкот, похований в Каліфорнії. 
Автор безлічі різноманітних текстів (одних тільки п'єс написав 42!) в живу історію культури Ліман Френк Баум ввійшов як творець Країни Оз.
У 2006 році члени Американської академії оголосили знятий у 1939-му фільм «Чарівник Країни Оз» найкращим кіномюзиклом усіх часів і народів.
В Україні казки Баума найбільше відомі завдяки авторизованому перекладу О. М. Волкова російською мовою. Найпопулярнішою є перша казка циклу «Чарівник Смагардового міста».

## Українські переклади
- Мудрець країни Оз / Л. Ф. ; пер. з англ. Л. Солонька; Іл. Д. Р. Найл. — К. : Дитвидав УРСР, 1959. — 211 с.
- Чарівник країни Оз : повість-казка для мол. шк. віку / Л. Ф. Баум; Пер. з англ. М. Пінчевський. — К. : Веселка, 1977. — 144 c.
- Чарівник Країни Оз : повість-казка: [Для мол. та серед. шк. віку] / Ліман Френк Баум; Пер. з англ.: М. Пінчевський, [Іл.: В. Дунаєва]. — К. : Школа, 2003. — 169, [3] с. : іл. — (Золота бібліотека видавництва «Школа»). — ISBN 966-661-204-6.
- Чарівник країни Оз / Л. Ф. ; пер. з англ. М. Шаврина, С. Суліма. — Х. : Книжковий Клуб «Клуб Сімейного Дозвілля», 2007. — 160 с.: іл. — (Моя улюблена класика). — ISBN 978-966-343-601-2.
- Чари країни Оз : повість-казка: [Для мол. та серед. шк. віку] / Ліман Френк Баум; З англ. пер.: Ю. Лісняк; [Іл.: В. А. Дунаєва]. — К. : Школа: НКП, 2006. — 142 с. : іл. — (Золота бібліотека видавництва «Школа»). — ISBN 966-339-359-9.
- Озма з країни Оз : повість-казка: [Для мол. та серед. шк. віку] / Ліман Френк Баум; З англ. пер.: Ю. Лісняк ; [Іл.: Дж. Р. Ніл]. — К. : Школа: НКП, 2006. — 173 с. : іл. — (Золота бібліотека видавництва «Школа»). — ISBN 966-339-298-3.
- Життя та пригоди Санта-Клауса / Л. Ф. ; пер. А. Саган ; худож. С. Словотенко. — Т. : Навчальна книга — Богдан, 2008. — 112 c.: іл. — ISBN 978-966-408-432-8.
- Мудрець із Країни Оз : казка для мол.шк. віку / Л. ; пер. Л. Солонько. — К. : Веселка ; Т. : Навчальна книга — Богдан, 2008. — 119 с.: іл. — ISBN  978-966-408-549-3.
- Нові пригоди Солом'яника та Бляшаного Лісоруба, а також неймовірні походеньки чудових і незрівнянних Брошкового Жука, Джека-Гарбузової Голови, дров'яної Козли й Блазнюка [Текст]: [для мол. шк. віку] / Л. Ф. ; пер. з англ. А. Саган ; худож. О. Левська. — Л. : Видавництво Старого Лева, 2009. — 280 с.: іл. — (Серія «Чарівна Країна Оз»). — Альтернативна назва: Нові пригоди Солом'яника та Бляшаного Лісоруба/ , Л. Ф. (назва обкл.). — ISBN 978-966-2909-39-5.
- Дивовижний чарівник країни Оз : [для мол. шк. віку] / Ліман Френк ; [іл. Олени Левської ; пер. з англ. Анатолія Сагана]. — Л. : Вид-во Старого Лева, 2011. — 255 с. : іл. — (Чарівна Країна Оз). —  ISBN 966-2909-07-9.
- Чарівник Країни Оз : [повість] / Лаймен Френк ; худож. Олена Чичик ; [переказ з англ. В. Левицької] . — К. : Країна Мрій, 2011. — 397 с. : іл. — (Всеволод Нестайко радить прочитати), (Улюблені книжки). — ISBN 978-617-538-014-7.
- Чарівник Країни Оз: казкова повість / Баум, Ліман Френк ; пер. з англ. М. Пінчевського ; іл. Р. Інгпена. — К. : Махаон-Україна, 2012. — 191 с. : ілюстр.
- Американські казки / Л. Френк Баум ; пер. О. Негребецький. — К.: Знання, 2014. — 143 с. — (Lego ergo vivo). — ISBN 978-617-07-0137-4

## Твори автора в Інтернеті
- Твори Френка Баума на сайті Е-бібліотека «Чтиво»
- Чарівник Країни Оз (пер. Мара Пінчевського)
- Мудрець Країни Оз
- Казки Френка Баума (укр.) // переклад Панченко С. Р.
- Ліман Френк Баум // Казки світової літератури.
- Аудіо п'єси для дітей за творами Л. Ф. Баума (рос.)